# Noyelles-sur-Selle
Noyelles-sur-Selle är en kommun i departementet Nord i regionen Hauts-de-France i norra Frankrike. Kommunen ligger i kantonen Bouchain som tillhör arrondissementet Valenciennes. År 2022 hade Noyelles-sur-Selle 661 invånare.

## Befolkningsutveckling
Antalet invånare i kommunen Noyelles-sur-Selle
| Referens: INSEE |